# Marc Antoine Malleret
Marc Antoine Malleret, baron de Verteuil de Malleret, né le 17 septembre 1720 à Saint-Loubès (Gironde), mort le 20 février 1801 à Bordeaux (Gironde), est un général de division de la Révolution française.

## États de service
Il entre en service le 24 août 1743 comme sous-lieutenant au régiment de Champagne, il passe lieutenant le 13 septembre suivant. Capitaine en 1760, brigadier le 2 juillet 1762, il devient lieutenant-colonel du régiment de Piémont le 10 février 1764. Il est fait chevalier de Saint-Louis en 1760.
Il est promu général de brigade le 3 janvier 1770, il assume les fonctions d’inspecteur général des garde-côtes de 1779 à 1783. Il est nommé gouverneur de l’île d’Oléron le 9 mars 1781.
Il est élevé au grade de général de division le 1er janvier 1784, et le 12 février 1790, il est désigné pour prendre le commandement de la 12e division militaire à Rennes. Il est réformé le 15 mai 1793, et admis à la retraite le 16 janvier 1799.
Il meurt le 20 février 1801.

## Sources
- (en) « Generals Who Served in the French Army during the Period 1789 - 1814: Eberle to Exelmans »
- Charles Louis Chassin, La préparation de la guerre de Vendée 1789-1793, tome 2, imprimerie Paul Dupond, Paris, 1892, p. 3.